# جریان دموکراتیک تونس
جریان دموکراتیک تونس (عربی تونسی: التیار الدیمقراطی) یک حزب سیاسی در تونس است که در سال ۲۰۱۳ تأسیس شد. این حزب توسط محمد عبو دبیرکل سابق کنگره جمهوری رهبری می‌شود که تا ژوئن ۲۰۱۲ نیز به عنوان معاون نخست‌وزیر در مجلس جبالی خدمت کرده‌است.
این حزب به تحقق یک پروژه «دولت فدرال عرب مجدداً ملت‌های عربی را از یوغ دیکتاتوری آزاد کرد» متعهد است.

## منابع

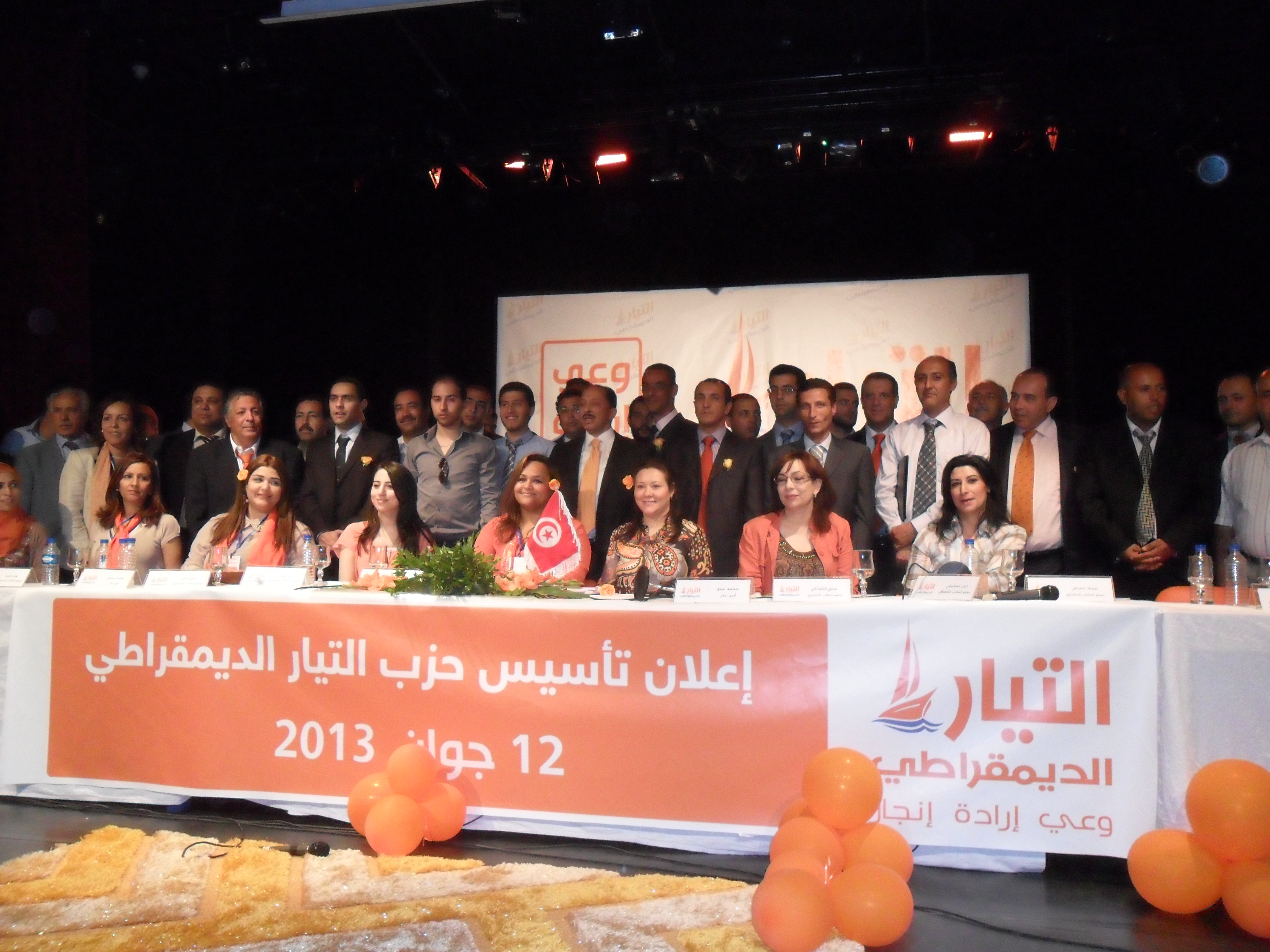
مراسم افتتاحیه در تاریخ ۱۲ ژوئن ۲۰۱۳